# Guillem Roca Waring
Guillem Roca Waring (Palma, Mallorca, 1890-1976). Advocat, periodista i polític.
Net de l'enginyer Enric Waring, que el 1884 era l'enginyer en cap de l'empresa que duia a terme la dessecació de l'Albufera de Muro. La seva família estava vinculada a la possessió de Peguera (Calvià) i, de fet, Guillem Roca Waring va ser un dels primers a iniciar el procés de parcel·lació (s'Atalaia).
Advocat, formà part de la generació de joves mallorquins que cap a 1917 impulsà la revista "Mallorca". Des de 1920 formà part de l'Ajuntament de Palma com a regidor de la coalició liberal-regionalista (amb Guillem Forteza i Pinya). El febrer de 1922 es va casar a Marita Fort de la Calzada. Va ser vocal del Foment del Turisme i de la Cambra de Comerç de Mallorca. El maig de 1921 va llegir la biografia de F. Labandera en un acte a la Cambra. El juny de 1936 va signar la Resposta als Catalans.

## L'Avantprojecte d'Estatut d'Autonomia de les Illes Balears
Com a vocal de la Cambra de Comerç de Mallorca,en la sessió del maig de 1931 va presentar una moció perquè la Cambra impulsàs la redacció d´un avantprojecte d´Estatut d´autonomia per a les Illes Balears. La proposta s'adreçava a la Cambra pel seu caràcter susceptible d´aglutinar els autonomistes, evitant els personalismes i les opcions de partit. L'estudi de Roca Waring proposava els següents: reconeixement de la identitat balear; independència entre les illes amb unes relacions mútues que s´haurien d´establir; independència respecte de Catalunya, però amb forts lligams; cooficialitat de les dues llengües i concert econòmic amb l'Estat. A la iniciativa de Roca s´hi afegiren l'Associació per la Cultura de Mallorca, els autonomistes-regionalistes de La Veu de Mallorca i els liberals regionalistes de Diario de Ibiza, a més de la Cambra de Comerç. Roca va formar part de la comissió redactora de l'Avantprojecte. Els redactors varen ser Francesc de Sales Aguiló, Emili Darder, Miquel Font i Gorostiza, Guillem Forteza, Joan Pons i Marquès i Elvir Sans, per l'Associació per la Cultura de Mallorca; Josep Casasnoves i Obrador i Guillem Roca Waring, per la Cambra d'Indústria, Comerç i Navegació i Arnest Mestre, per la Cambra Oficial Agrícola.